# Эдвардс, Перри
Перри Луиза Эдвардс (англ. Perrie Louise Edwards, род. 10 июля 1993 года) — британская певица и участница группы Little Mix.

## Юность
Эдвардс родилась и выросла в районе Уайтлис в Саут-Шилдс, Тайн-энд-Уир в семье Дебби Даффи и Александра Эдвардса, которые оба являются певцами. Ее родители развелись, когда она была подростком. У нее также есть старший брат по имени Джонни Эдвардс и сводная сестра по отцовской линии Кейтлин Эдвардс. Она обучалась в начальной школе Radipole в Уэймуте, прежде чем вернуться в Саут-Шилдс. Эдвардс также посещала начальную школу Святого Петра и колледж Мортимера в Саут-Шилдсе, а затем перевелась в Ньюкаслский колледж, где получила степень бакалавра исполнительских искусств. 

## Карьера
На своем прослушивании в шоу The X Factor Эдвардс исполнила песню Аланис Мориссетт «You Oughta Know». Позднее Эдвардс и Джеси Нельсон сформировали группу под названием Faux Pas, в то время как Джейд Фёруолл и Ли-Энн Пиннок объединились в группу под названием Orion. Обе группы не продвинулись вперед. Позже было принято решение объединить всех участниц в группу Rhythmix. 28 октября 2011 года было объявлено, что новое название группы — Little Mix. 11 декабря 2011 года Little Mix были объявлены победителями 8 сезона шоу.
Эдвардс выпустила шесть альбомов с группой: «DNA», «Salute», «Get Weird», «Glory Days», «LM5» и «Confetti». В 2019 году она стала новым лицом итальянского бренда Superga и выпустила свою первую дизайнерскую коллекцию обуви. В 2020 году Эдвардс стала первой женщиной-послом бренда Supreme Nutrition. Позже в том же году она стала лицом бренда Nando’s. Она также снялась в их рекламе. Эдвардс впервые представила свой бренд Disora, специализирующийся на стиле жизни и моде, в конце 2020 года, когда она изменила свою биографическую ссылку в Instagram на сайт Disora. Первый пост в аккаунте появился 10 октября 2021 года, в котором говорилось о запуске бренда, а официальное объявление о дате запуска последовало 22 октября 2021 года. Disora описывает себя как бренд "современной роскоши".

## Личная жизнь
В мае 2012 года Эдвардс начала встречаться с певцом Зейном Маликом. Пара обручилась в августе 2013 года, но рассталась в августе 2015 года. В феврале 2017 года стало известно, что она встречается с футболистом Алексом Окслейд-Чемберленом.
18 июня 2022 года пара объявила о помолвке. 27 сентября 2022 года Эдвардс и Окслейд-Чемберлен были дома со своим сыном, когда в дом ворвались грабители, на место происшествия была вызвана полиция.21 августа 2021 года у пары родился сын Аксель Окслейд-Чемберлен.
У Эдвардс атрезия пищевода, в результате которой у нее шрам на животе, и аносмия.
В 2012 году, во время записи дебютного альбома группы DNA (2012), Эдвардс пришлось перенести операцию по удалению воспаленных миндалин.  В 2017 году она должна была выступить вместе с Little Mix в Лас-Вегасе, но была госпитализирована из-за проблем с желудком.  В августе 2018 года она прошла дополнительное лечение горла от заболевания пищевода. В апреле 2019 года Эдвардс поделилась своей борьбой с паническими атаками и тревогой, а также прошла терапию для улучшения психического здоровья. Она дала интервью на тему тревоги и психического здоровья журналу Glamour.  В последующем интервью для Grazia в 2023 году Эдвардс рассказала, что в детстве подвергалась издевательствам из-за своей внешности. У нее были проблемы с анемией, и она недоедала из-за атрезии пищевода.  В 2024 году в интервью Никки де Ягер Эдвардс призналась, что частично глухая.